# Paraechinus micropus
Paraechinus micropus är en däggdjursart som först beskrevs av Edward Blyth 1846.  Paraechinus micropus ingår i släktet Paraechinus och familjen igelkottdjur. IUCN kategoriserar arten globalt som livskraftig. Inga underarter finns listade i Catalogue of Life.

## Utseende
Arten når en kroppslängd (huvud och bål) av 14 till 27 cm och en svanslängd av 1 till 4 cm. Honor är med en genomsnittlig vikt av 312 g lättare än hanar som väger cirka 435 g. Djuret liknar med sin spetsiga nos och sina korta extremiteter andra igelkottar. Ryggen och kroppssidorna är täckta av taggar men ansiktet, buken, extremiteterna och svansen bär mjuk päls. Pälsen är huvudsakligen vitaktig, bara vid nosen finns en kännetecknande större svart fläck och dessutom är fötterna mörka. Paraechinus micropus har ganska stora och något spetsiga öron. Taggarna har en vit eller gul grundfärg och en eller flera mörka band i svart eller brun. Hos arten dokumenterades helt svarta eller helt vita individer.
Tandformeln är I 3/3 C 1/1 P 3/2 M 3/3 och mellan de centrala övre framtänderna finns en klaff.

## Utbredning och habitat
Denna igelkott förekommer i sydöstra Pakistan och i västra Indien. Den lever i låglandet och i kulliga områden upp till 700 meter över havet. Arten vistas i torra och halvtorra landskap.

## Ekologi
Paraechinus micropus vilar ofta under buskar och är aktiv på natten. Den äter främst insekter som kompletteras med andra smådjur som grodor och ödlor samt med några frukter som ligger på marken.
Hanar och honor lever utanför parningstiden ensam. De håller ingen vinterdvala men under tider med mat- eller vattenbrist kan de falla i ett stelt tillstånd (torpor). Arten kan liksom andra igelkottar rulla ihop sig till en taggig boll när den känner sig hotad. Ibland fördelar Paraechinus micropus saliv på taggar och päls. Syftet är hittills okänt. Enligt olika teorier kan det vara en doft som visar individens närvaro eller doften är viktig för att hitta en partner.
För ungarnas uppfostring grävs en underjordisk hålighet som är cirka 45 cm lång och som har ett större rum vid slutet. Boet fodras med gräs och andra växtdelar. Ofta används boet utanför parningstiden. Honor kan para sig under olika årstider men de flesta ungar föds under våren och sommaren mellan april och september. Dräktighetens längd är inte dokumenterad. I naturen föder honan vanligen en eller två ungar per kull men i fångenskap förekommer upp till fem ungar trots att honan bara har fyra spenar. Ungarna föds blinda och utan taggar. I början finns många knölar på ryggen och redan efter 6 timmar är små rosa taggar synliga. Efter cirka 12 timmar är taggarna cirka 2 till 2,5 mm långa. Det är inte känt hur länge ungarna får di och när de blir könsmogna.
Ibland blir de nyfödda ungarna uppätna av sin far eller mor. Artens naturliga fiender utgörs bland annat av rävar från släktet Vulpes, av indisk mungo (Herpestes edwardsii) och av ugglor.